# Clastoneuriopsis magallanica
Clastoneuriopsis magallanica är en tvåvingeart som beskrevs av Cortes 1986. Clastoneuriopsis magallanica ingår i släktet Clastoneuriopsis och familjen parasitflugor. Inga underarter finns listade i Catalogue of Life.